# Parafia Niepokalanego Poczęcia Najświętszej Maryi Panny w Jeleninie
Parafia pw. Niepokalanego Poczęcia Najświętszej Maryi Panny w Jeleninie – parafia należąca do dekanatu Szczecinek, diecezji koszalińsko-kołobrzeskiej, metropolii szczecińsko-kamieńskiej. Została utworzona 8 grudnia 1975. Siedziba parafii mieści się pod numerem 33.

## Miejsca święte

### Kościół parafialny
Kościół pw. Niepokalanego Poczęcia Najświętszej Maryi Panny w Jeleninie
Kościół parafialny został zbudowany w 1887 roku w stylu neogotyckim, poświęcony w 1945. 

### Kościoły filialne i kaplice
- Kościół pw. Matki Bożej Nieustającej Pomocy w Jeleniu
- Kościół pw. Matki Bożej Królowej Polski w Krągach
- Kościół pw. Najświętszego Serca Pana Jezusa w Sitnie
- Kaplica pw. Miłosierdzia Bożego w Mosinie